# 野球好きニュース
野球好きニュース（やきゅうずきニュース）は、J SPORTSで放送されていた生放送のスポーツ情報番組である。J SPORTSは有料チャンネルだがこの番組は無料（再放送を除く）。
「野球好き」というフレーズは、J SPORTSの野球中継『J SPORTS STADIUM』の副題から採られている。
2013年シーズンをもって終了。

## 番組概要
主に、放送当日に行われた日本国内のプロ野球とMLBの結果の情報や、その考察を日替わりのキャスターと解説者が伝える。
日本のプロ野球の結果情報では、各試合ごとに冒頭で必ずスタメンの紹介を行う。また、その日の注目ポイントの解説をする際は、その日の解説者個々にオリジナルのコーナー名が付けられる。試合の映像は基本的に球団公式のもの（J SPORTSで放映されたものも含む）が使われるが、巨人戦に限り他局制作の映像が使われることもある。
なお、番組内では基本的に日本人・外国人ともに選手名をフルネームで表記している（外国人のミドルネームは除く）。
MLBのコーナーでは、日本人選手が出場した試合に比重を置くが、それ以外の各試合もVTRを交えて結果を伝える。
この他、J SPORTSが放映権を持つアマチュア野球（2010年の世界大学野球選手権等）についても、コーナーを設けて扱うことがある。その反面、放映権のない高校野球は結果の紹介のみに留まる。
番組は基本的に、前半にパ・リーグ、中盤にMLB、後半にセ・リーグの結果を伝えるという流れであったが、（セ・パ交流戦の期間中は、初めに3試合の結果を伝えた後、一旦MLBの情報を挿んで残り3試合を伝える）2012年度は日によってセ・リーグ→MLB→パ・リーグ、セ・パ混在で3試合→MLB→残り3試合など、違う順番で紹介することもある。試合数によっては特集コーナーを放送する。
また、2011年からは、一部のナイトゲーム中継の10分前から、前座番組として『直前!野球好き』という番組を放送した。内容は、その日の当番組の出演者がこの後の試合の見所をJ SPORTSの副調整室から伝えるというものだった。
番組の最後には、翌日のプロ野球の対戦カードと、中継を行うチャンネルの案内を行う。ただし、J SPORTSの各チャンネルのみに限らず、他のスポーツ専門チャンネルでの日程も対象としている。2012年からは、さらにBSデジタル放送各局も加わった。
2012年度までは60分（年度により金曜は90分）の放送で、クライマックスシリーズ（CS）最終日まで放送していたが、日本シリーズは扱わなかった。
パ・リーグ各球団の放映権を手放した2013年度は30分に規模が縮小され、前半が大リーグ、後半は日本プロ野球リーグを取り上げる形式となり、NPBのハイライトは2試合となり残りはランニングスコアと結果の読み上げのみとなった。また、毎週1つのキーワードに沿ったテーマトークコーナーが行われるようになった。
2013年7月で日刊生放送が終了、8月・9月は月曜・金曜・土曜の週3回の放送に変更された（月曜は事前収録、金・土は生放送）。これに伴い、次のような構成となった。なお、10月の放送はなく、CSはおろかレギュラーシーズンの終了すら待たずに9月で終了した。
月曜日
- 「野球討論」　最近のプロ野球を巡る様々な問題点を探り、視聴者とともに提案・提言していく
- 「週刊MVP」　先週の試合の中から、様々な独自のデーターを基として週間MVPに相応しい選手を発表する
- 「みどころ」　今週の試合の中から注目の試合、チームを取り上げる
試合がある日でも、放送形態に変わりはなく試合結果も伝えられなかった。

金曜日
- 「記録で見る展望」　番組が独自のデーターを集め、記録という視点を通してこれからのプロ野球を見つめる。
- プロ野球・MLBの特集・ハイライト

土曜日
- 「注目選手に直撃」　森繁和、小宮山悟が今注目を集める選手へ生インタビューする
- プロ野球・MLBの特集・ハイライト

2014年度は月2回放送の情報番組『野球好きプラス』が放送された。

## 放送時間
プロ野球のシーズン中のみ放送される。
2013年7月まではプロ野球の試合が予定されていない日は休止（主に月曜日。交流戦はこの限りではない）。また、雨天中止などで開催試合が少ない日や予備開催のみの日も休止や短縮の措置が取られることがあるほか（短縮の場合、残りの時間は別の番組が組まれる）、編成の都合で開始時間が変更される場合もあった。
| 放送局     | 放送時間                | 備考           |
| ---------- | ----------------------- | -------------- |
| J SPORTS 1 | 23時00分 - 23時30分     | 無料生放送     |
| J SPORTS 1 | 24時30分 - 25時30分     | 再放送（有料） |
| J SPORTS 1 | 翌日朝7時00分 - 7時30分 | 再放送（有料） |

2013年8月以後
| 放送局     | 放送時間                | 備考       |
| ---------- | ----------------------- | ---------- |
| J SPORTS 1 | 月曜21時30分-22時00分   | 無料生放送 |
| J SPORTS 1 | 金曜22時00分 - 23時00分 | 無料生放送 |
| J SPORTS 1 | 土曜22時00分 - 23時00分 | 無料生放送 |
| J SPORTS 1 | 随時再放送              | 有料       |

備考
2012年度まで、J SPORTS3（2011年9月までは「J SPORTS ESPN」）で23:00-24:00に生放送され、以後1・3で再放送されていた
2010年のみ、毎月2回程度（原則として毎月第1・3金曜日）は放送時間を20分拡大し『野球好きニュースプラス』として放送。本放送は22時30分からで、再放送は上記の終了時刻を20分繰り下げて対応した。
J SPORTS 3での放送は、2012年は無料放送枠『Zone22』に組み込まれ、無料での放送となっていた（J SPORTS 1での放送は従来通り有料放送）。

## 出演者

### 2013年（最終年度）の出演者

#### 解説者（コメンテーター）
- 青島健太（2010年 - 2013年、『J SPORTS ワイド』司会者）
- 内藤尚行（2009年 - 2013年、「ギャオス内藤」名義、初回放送に出演。現ベースボール・チャレンジ・リーグ新潟アルビレックス・ベースボール・クラブ監督兼任）
- 森繁和（2013年）
- 小宮山悟（2013年）
- 清川栄治（2013年）
- AKI猪瀬（2013年）
- 広尾晃（2013年、野球ブロガー）

#### キャスター
- 森藤恵美（2009年 - 2013年、セント・フォース所属。元青森テレビアナウンサー、2008年度には『プロ野球ニュース』に出演）
- 平原沖恵（2010年 - 2013年、圭三プロダクション所属。元NHK鹿児島放送局キャスター）
- 宮崎瑠依（2012年 - 2013年、ホリプロアナウンサーズプロモーション所属。）
- 谷口広明（2010年 - 2013年、2011年まではナレーターのみ）
- 熊谷龍一（2010年 - 2013年、2011年まではナレーターのみ）

### 歴代の出演者

#### 解説者
- 小関竜也（2009年 - 2010年。現・読売ジャイアンツコーチ）
- 西本聖（2009年。現・オリックス・バファローズコーチ）
- デニー友利（2010年 - 2011年。現・中日ドラゴンズコーチ）
- 小林光男（2011年。週刊ベースボール編集長）
- 大塚光二（2009年 - 2012年。現・北海道日本ハムファイターズコーチ）[注 4]
- 黒木知宏（2010年 - 2012年。「ジョニー黒木」名義で出演。現・北海道日本ハムファイターズコーチ）
- 川崎憲次郎（2010年 - 2012年。現・千葉ロッテマリーンズコーチ）

#### キャスター
- 近藤祐司（2009年、初回放送に出演）
- 相川梨絵（2010年、2008年度まで『プロ野球ニュース』に出演）
- 小倉星羅（2011年、元広島テレビアナウンサー）
- 梅田淳（2011年、元関西テレビアナウンサー、2010年度まで『プロ野球ニュース』[注 5]に出演）
- 遠藤章造（2011年、第1木曜日に出演していた。試合中継時間帯に遠藤が出演していたテレビ朝日『いきなり!黄金伝説』との兼ね合いもあり、降板）
- 大島麻衣（2011年）
- 和田奈美佳（2011年 - 2012年、三桂所属）
- 高橋友希（2012年、ジョイスタッフ所属。元鹿児島讀賣テレビアナウンサー）

#### ナレーター
- 三橋泰介（2010年）
- 渡名喜織恵（2010年）
- 大前一樹（2011年 - 2012年）他数名

### 出演について
1回の放送は、基本的に女性キャスターと男性コメンテーターのコンビで担当する（2009年・2011年は男性コンビの回も数例あった）。いずれも出演日に特に規則性はないが、以下のような例外もある。
- 2010年に「野球好きニュースプラス」として放送された回では、コーナーの1つに「森藤恵美のズバッと直Q勝負」があったため、キャスターのみ森藤で固定されていた。
- 2011年は木曜の放送で「ダブルキャスター」方式を採用し、第1木曜は遠藤・大島とコメンテーターの小林が、それ以外の木曜は梅田・和田が担当し、梅田・和田が担当する回ではコメンテーターは置かれなかった。残りのキャスター（森藤・平原・小倉）は木曜以外の放送を通常の形式で担当していた。ただしシーズン終盤にはこの方式が崩れ木曜も通常の形式で放送が行われることが多くなり、梅田・和田が木曜以外の放送を、森藤・平原・小倉が木曜の放送を担当する場合もあった。

## その他の特記事項
- スタジオについて

2009年には、出演者二人の間にマイクがぶら下がるラジオブース風のスタジオから放送していた。翌2010年からは、一般的なテレビニュース番組風のセットとなった。
2010年の一時期のみ、スタジオにセットが設けられず、クロマキーによるCG合成となった。
- 2009年のみ、東北楽天ゴールデンイーグルスと中日ドラゴンズの主催ゲームのハイライトでは、BGMが流された。
- 2010年には、リーグおよびクライマックスシリーズで優勝したチームの祝賀会やビールかけの様子を中継するため、時間を延長した[注 6]。
- 番組中の出演者の発言によれば、各球団の関係者（選手・監督等）の間でも、当番組の視聴者は多いようである。

## 派生番組
本番組のスペシャルとして放送された番組には以下のものがある。
野球好きニューススペシャル マル秘メジャー
2010年より毎年シーズンオフに放送。デニー友利と遠藤章造をパーソナリティに据え、MLBファンのプロ野球選手やファンの著名人を迎えて、日本人メジャーリーガーや日本プロ野球の選手・関係者の試合では見せない素顔やオフシーズンの過ごし方に密着する。同局の『ガンバレ日本プロ野球!?』に類似する内容の番組である。
野球好きニューススペシャル 君こそ野球マイスター
2012年7月より不定期に放送。遠藤章造が先生役となり、毎回野球好きの芸能人や『週刊ベースボール』記者を集めて野球に関するペーパーテストを行う。番組後半には珍回答をいじるのが恒例で、『めちゃ×2イケてるッ!』（フジテレビ系）における抜き打ちテストの野球版とも言える企画。テストの最高点とは別にMVPが設定されており、MVPを2回獲得すると『野球好きニュース』本編へのゲスト出演権が得られる。またテスト最下位には罰ゲームがあるが、毎回大島麻衣の指定席と化している。